# Didymocarpinae
Didymocarpinae, podtribus gesnerijevki, dio tribusa Trichosporeae. Sastoji se od 34 roda.

## Rodovi
1. Rachunia D. J. Middleton & C. Puglisi (1 sp.)
2. Microchirita (C. B. Clarke) Yin Z. Wang (48 spp.)
3. Codonoboea Ridl. (132 spp.)
4. Henckelia Spreng. (85 spp.)
5. Aeschynanthus Jack (184 spp.)
6. Oreocharis Benth. (157 spp.)
7. Metapetrocosmea W. T. Wang (11 sp.)
8. Agalmyla Blume (96 spp.)
9. Billolivia D. J. Middleton (17 spp.)
10. Conandron Siebold & Zucc. (1 sp.)
11. Ridleyandra A. Weber & B. L. Burtt (30 spp.)
12. Hexatheca C. B. Clarke (4 spp.)
13. Cyrtandra J. R. Forst. & G. Forst. (674 spp.)
14. Sepikea Schltr. (1 sp.)
15. Cyrtandropsis Lauterb. (17 spp.)
16. Didymostigma W. T. Wang (2 spp.)
17. Cathayanthe Chun (1 sp.)
18. Liebigia Endl. (12 spp.)
19. Gyrocheilos W. T. Wang (6 spp.)
20. Allocheilos W. T. Wang (5 spp.)
21. Didymocarpus Wall. (113 spp.)
22. Primulina Hance (239 spp.)
23. Petrocodon Hance (51 spp.)
24. Raphiocarpus Chun (18 spp.)
25. Briggsiopsis K. Y. Pan (1 sp.)
26. Glabrella Mich. Möller & W. H. Chen (4 spp.)
27. Pseudochirita W. T. Wang (2 spp.)
28. Allostigma W. T. Wang (1 sp.)
29. Chayamaritia D. J. Middleton & Mich. Möller (3 spp.)
30. Petrocosmea Oliv. (68 spp.)
31. Anna Pellegr. (4 spp.)
32. Lysionotus D. Don (35 spp.)
33. Loxostigma C. B. Clarke (14 spp.)
34. Hemiboea C. B. Clarke (45 spp.)